# Paweł Raczkowski
Paweł Raczkowski (ur. 10 maja 1983 w Warszawie) – polski sędzia piłkarski (Mazowiecki ZPN), sędzia Ekstraklasy (od 2010) i międzynarodowy.

## Kariera sędziowska
18 lipca 2013 zadebiutował w Lidze Europy UEFA sędziując mecz kwalifikacji Irtysz Pawłodar – NK Široki Brijeg.
16 lipca 2014 zadebiutował w Lidze Mistrzów UEFA sędziując mecz kwalifikacji Dinamo Tbilisi – FK Aktöbe.

## Mecze sędziowane w Lidze Mistrzów UEFA
| Runda                | Data       | Mecz                                       |           |           |           |
| -------------------- | ---------- | ------------------------------------------ | --------- | --------- | --------- |
| II runda eliminacji  | 16.07.2014 | Dinamo Tbilisi 0 – 1 FK Aktöbe             | 5 (1 + 4) | 0         | 0         |
| II runda eliminacji  | 22.07.2015 | FC Steaua Bukareszt 2 – 3 FK AS Trenčín    | 5 (2 + 3) | 1 (0 + 1) | 1 (1 + 0) |
| III runda eliminacji | 02.08.2016 | APOEL FC 3 – 0 Rosenborg BK                | 8 (4 + 4) | 0         | 0         |
| Faza Grupowa         | 02.10.2018 | AS Roma 5 – 0 FC Viktoria Plzeň            | 2 (1 + 1) | 0         | 0         |
| Faza Grupowa         | 18.09.2019 | Bayer 04 Leverkusen 1 – 2 Lokomotiw Moskwa | 2 (1 + 1) | 0         | 0         |
| Faza Grupowa         | 06.11.2019 | Bayern Monachium 2 – 0 Olympiakos SFP      | 0         | 0         | 0         |
| Razem                | –          | 6                                          | 22        | 1         | 1         |

## Mecze sędziowane w Lidze Europy UEFA
| Runda                | Data       | Mecz                                        |            |           |           |
| -------------------- | ---------- | ------------------------------------------- | ---------- | --------- | --------- |
| II runda eliminacji  | 18.07.2013 | Irtysz Pawłodar 3 – 2 NK Široki Brijeg      | 6 (2 + 4)  | 0         | 0         |
| III runda eliminacji | 07.08.2014 | Torino FC 4 – 0 IF Brommapojkarna           | 1 (0 + 1)  | 0         | 0         |
| Faza Grupowa         | 11.12.2014 | Red Bull Salzburg 5 – 1 Astra Ploiesti      | 4 (3 + 1)  | 0         | 0         |
| III runda eliminacji | 06.08.2015 | FK Vojvodina Nowy Sad 0 – 2 UC Sampdoria    | 8 (1 + 7)  | 0         | 0         |
| Faza Grupowa         | 01.10.2015 | Molde FK 1 – 1 AFC Ajax                     | 5 (1 + 4)  | 0         | 0         |
| Faza Grupowa         | 22.10.2015 | FK Partizan 0 – 2 Athletic Bilbao           | 5 (2 + 3)  | 0         | 0         |
| Faza Grupowa         | 26.11.2015 | Villarreal CF 1 – 0 Rapid Wiedeń            | 5 (3 + 2)  | 0         | 0         |
| IV runda eliminacji  | 18.08.2016 | IFK Göteborg 1 – 0 Qarabağ Ağdam            | 4 (2 + 2)  | 0         | 0         |
| Faza Grupowa         | 15.09.2016 | US Sassuolo 3 – 0 Athletic Bilbao           | 3 (2 + 1)  | 0         | 0         |
| Faza Grupowa         | 03.11.2016 | AFC Ajax 3 – 2 Celta Vigo                   | 7 (4 + 3)  | 0         | 0         |
| Faza Grupowa         | 24.11.2016 | Austria Wiedeń 1 – 2 Astra Giurgiu          | 10 (3 + 7) | 1 (1 + 0) | 1 (0 + 1) |
| 1/16 Finału          | 22.02.2017 | Fenerbahçe SK 1 – 1 FK Krasnodar            | 8 (4 + 4)  | 0         | 0         |
| IV runda eliminacji  | 24.08.2017 | Östersunds FK 2 – 0 PAOK FC                 | 9 (5 + 4)  | 0         | 0         |
| Faza Grupowa         | 28.09.2017 | Łudogorec Razgrad 2 – 1 TSG 1899 Hoffenheim | 7 (2 + 5)  | 0         | 0         |
| Faza Grupowa         | 02.11.2017 | Maccabi Tel Awiw 0 – 1 FK Astana            | 2 (1 + 1)  | 0         | 0         |
| Faza Grupowa         | 23.11.2017 | Olympique Lyon 4 – 0 Apollon Limassol       | 4 (2 + 2)  | 0         | 0         |
| 1/16 Finału          | 13.02.2018 | FK Crvena zvezda 0 – 0 CSKA Moskwa          | 2 (0 + 2)  | 0         | 0         |
| Faza Grupowa         | 25.10.2018 | Sarpsborg 08 FF 1 – 1 Malmö FF              | 3 (1 + 2)  | 0         | 0         |
| Razem                | –          | 18                                          | 93         | 1         | 1         |